# Чемпионат России по греко-римской борьбе 2001
Чемпионат России по греко-римской борьбе 2001 года прошёл в Перми в январе. 

## Медалисты
| Категория | Золото                                  | Серебро                                | Бронза                                 |
| --------- | --------------------------------------- | -------------------------------------- | -------------------------------------- |
| до 50 кг  | Михаил Петров Астраханская область      | Денис Караваев Свердловская область    | Сергей Санин Пермская область          |
| до 54 кг  | Алексей Шевцов Москва                   | Джалиль Сайфутдинов Курганская область | Гейдар Мамедалиев Свердловская область |
| до 58 кг  | Станислав Ломачинский Москва            | Олег Немченко Хакасия                  | Александр Михайлов Москва              |
| до 63 кг  | Игорь Чучумов Пермская область          | Олег Бердинских Тюменская область      | Владимир Большаков Москва              |
| до 69 кг  | Михаил Иванченко Москва                 | Алексей Глушков Москва                 | Роман Крикуха Омская область           |
| до 76 кг  | Алексей Мишин Мордовия                  | Валерий Копаев Москва                  | Алексей Широких Санкт-Петербург        |
| до 85 кг  | Александр Меньщиков Курганская область  | Александр Молдашев Ростовская область  | Алексей Шевченко Ростовская область    |
| до 97 кг  | Александр Безручкин Ульяновская область | Денис Шакая Санкт-Петербург            | Алексей Чеглаков Пермская область      |
| до 130 кг | Алексей Колесников Липецкая область     | Юрий Патрикеев Краснодарский край      | Муслим Магомедов Ростовская область    |